# Ардија
Ардија (фр. Ardillats) насеље је и општина у источној Француској у региону Рона-Алпи, у департману Рона која припада префектури Вилфранш сир Саон.
По подацима из 2011. године у општини је живело 590 становника, а густина насељености је износила 25,54 становника/km². Општина се простире на површини од 23,1 km². Налази се на средњој надморској висини од 450 метара (максималној 1.004 m, а минималној 334 m).

## Демографија
| 1962. | 1968. | 1975. | 1982. | 1990. | 1999. | 2011. |
| ----- | ----- | ----- | ----- | ----- | ----- | ----- |
| 351   | 367   | 369   | 385   | 424   | 483   | 590   |

График промене броја становника у току последњих година